# Suore del Santo Rosario di Gerusalemme dei latini
Le Suore del Santo Rosario di Gerusalemme dei Latini (in inglese Rosary Sisters) sono un istituto religioso femminile di diritto pontificio: le suore di questa congregazione pospongono al loro nome la sigla R.S.J.

## Storia

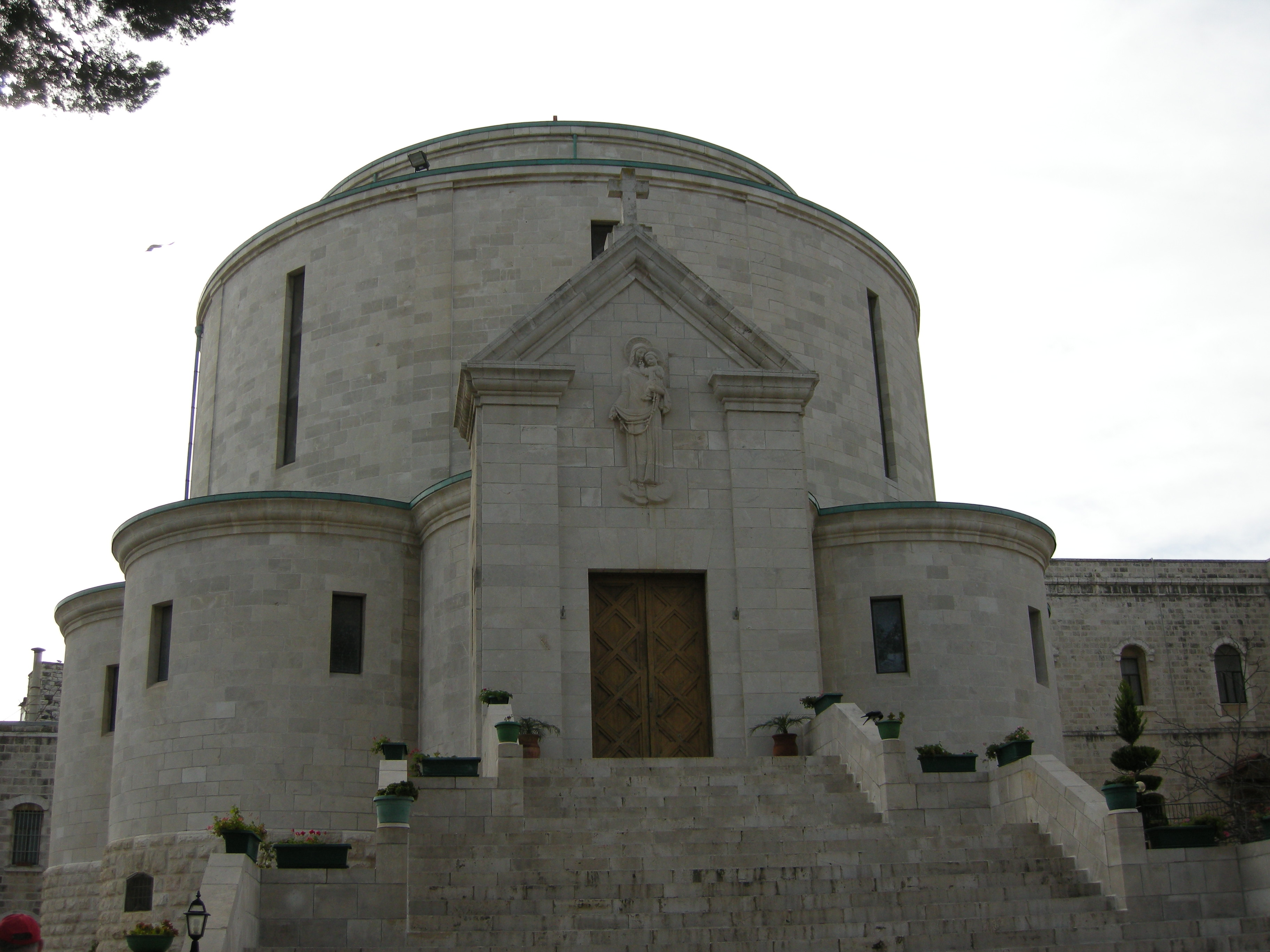
La chiesa del convento delle suore del Santo Rosario a Gerusalemme

La congregazione venne fondata il 24 luglio 1880 a Gerusalemme da Joseph Tannous Yammin, sacerdote del patriarcato di Gerusalemme dei Latini, per dare la possibilità alle aspiranti religiose palestinesi di entrare in un istituto (venivano generalmente respinte dalle religiose europee perché non conoscevano le lingue occidentali).
Le prime postulanti presero l'abito il 15 gennaio 1881 ed emisero la loro prima professione il 7 marzo 1885: tra le prime religiose era Maryam Sūltanah Danil Ghaţţas (1843-1927), in religione madre Maria Alfonsina, ritenuta cofondatrice della congregazione.
Alla congregazione erano ammesse non solo religiose del rito latino, ma anche suore provenienti dai riti melchita e maronita: ciò favorì la diffusione dell'istituto in numerosi paesi del Medio Oriente; nel 1964 venne aperta una casa anche a Roma.
La congregazione ottenne il pontificio decreto di lode il 10 maggio 1954 e le sue costituzioni vennero approvate della Santa Sede il 4 agosto 1959.

## Attività e diffusione
Le suore del Rosario operano in scuole, orfanotrofi, cliniche e a favore delle madri povere, senza distinzione di religione.
Le suore sono presenti in Egitto, Giordania, Italia, Kuwait, Libano, Palestina, Siria; la sede generalizia è a Gerusalemme.
Alla fine del 2008 la congregazione contava 262 religiose in 61 case.